# Miquel Castellà i Borràs
Miquel Castellà i Borràs   (Tortosa, 1842 - Tortosa, 1905) fou un polític català, diputat a les Corts Espanyoles durant la restauració borbònica.
Fill de pescadors, estudià al Seminari Diocesà de Tortosa i es va establir a Sant Carles de la Ràpita, on hi va treballar de secretari de l'ajuntament. El 1869 va projectar la construcció de les Salines de la Trinitat al delta de l'Ebre, amb les que el 1870 començà a explotar sal marina amb Josep Carreras i Xuriach com a soci capitalista, de manera que el 1879 constituïren la Societat Carreras i Castellà i el 1885 obtingueren la concessió administrativa. Alhora, la seva relació d'amistat amb l'enginyer tortosí Albert Bosch i Fustegueras el va fer interessar-se per la política, de manera que fou elegit diputat del Partit Conservador pel districte de Roquetes a les eleccions generals espanyoles de 1896.